# Esquipulas del Norte
Esquipulas del Norte est une municipalité du Honduras, située dans le département d'Olancho. La municipalité comprend 8 villages et 66 hameaux. Elle est fondée en 1896.

## Crédit d'auteurs
- (en) Cet article est partiellement ou en totalité issu de l’article de Wikipédia en anglais intitulé « Esquipulas del Norte » (voir la liste des auteurs).